# Lars Ekborg
Lars Ekborg (Uppsala, 6 giugno 1926 – Ängelholm, 7 ottobre 1969) è stato un attore e cantante svedese.

## Biografia
Figlio degli attori Dan ed Anders Ekborg, è stato un attore completo, attivo in teatro, cinema, radio e televisione. Capace di cantare con disinvoltura, è apparso in diversi musical. Lo si può ascoltare fra l'altro nell'incisione del 1956 di Förklädd Gud di Lars-Erik Larsson con Elisabeth Söderström ed Erik Saedén, diretti da Stig Westerberg. Ricordato soprattutto per il suo ruolo da protagonista nel film di Ingmar Bergman (di cui è stato attore assiduo) Monica e il desiderio, è morto a causa di un cancro al fegato all'età di 43 anni.

## Filmografia parziale
- Monica e il desiderio (Sommaren med Monika), regia di Ingmar Bergman (1953)
- Nattens ljus, regia di Lars-Eric Kjellgren (1957)
- Il volto (Ansiktet), regia di Ingmar Bergman (1958)
- Bröllopsbesvär, regia di Åke Falck (1964)
- Daniel, episodio di Stimulantia, regia di Ingmar Bergman (1967)

## Discografia
Album
- 1955 - Krakel Spektakel Skivan
- 1967 - Lars Ekborg i Tom Lehrers vackra värld
- 1968 - Bunta ihop dom

Singoli
- 1967 - Vi går tillsammans den dagen det är slut/Var beredd
- 1968 - Bunta ihop dom

## Doppiatori italiani
Nelle versioni in italiano delle opere in cui ha recitato, Lars Ekborg è stato doppiato da:
- Cesare Barbetti in Monica e il desiderio
- Massimo Turci in Il volto